# باما نيونغان
تعد لغات باما نيونغان (بالإنجليزية: Pama-Nyungan)‏ هي الأسرة الأكثر انتشارًا من لغات السكان الأصليين الأستراليين، تحتوي على 306 من أصل 400 لغة من لغات السكان الأصليين في أستراليا. - نقاط النطاق: لغات Pama في شمال شرق أستراليا (حيث كلمة "man" هي pama) ولغات Nyungan في جنوب غرب أستراليا (حيث كلمة "man" هي nyunga).
يُشار أحيانًا إلى العائلات اللغوية الأخرى الأصلية في قارة أستراليا، عن طريق الاستبعاد، على أنها لغات غير Pama-Nyungan، على الرغم من أن هذا ليس مصطلحًا تصنيفيًا. تمثل عائلة Pama-Nyungan معظم الانتشار الجغرافي، ومعظم السكان الأصليين، وأكبر عدد من اللغات. يتم التحدث بمعظم لغات Pama-Nyungan من قبل مجموعات عرقية صغيرة من مئات المتحدثين أو أقل. الغالبية العظمى من اللغات، إما بسبب المرض أو القضاء على المتحدثين بها، قد انقرضت، وتقريبًا جميع اللغات المتبقية معرضة للخطر بطريقة ما. فقط في الأجزاء الداخلية الوسطى من القارة، تظل لغات Pama-Nyungan يتحدث بها المجتمع بأكمله بقوة.